# Jelf ben Jelf
Jelf ben Jelf, transcrito también como Khelph ben Khelph (Zaragoza, 1042-ibídem, 1126 o 1134), fue un erudito, poeta y jurista de Al-Ándalus.
Tuvo como maestro de lengua árabe y de letras humanas a Abu Abdalla Ben Maimun Alhoasim y de teología musulmana Abu Abdalla Ben Alkana Algiani. También estudió jurisprudencia.
En Zaragoza se convirtió en consejero del magistrado supremo de justicia, Abul-Kasem Ben Tabet. En 1120 abandona su ciudad natal para trasladarse a Valencia, donde se convirtió en consejero del gobernador Alhosem ben Vageb.
Fue, junto con Abuzeid ben Mentel, uno de los doctos más apreciados de su época. De su poesía se conserva algunos ejemplos transcritos por Ignacio Asso del Río en su Biblioteca, que también conserva elogio que le hace Abu Baker Ben Bark,

Jurisprudentiam, in qua magnopere excelluit, in patria docuit, et consulentibus respondit. Vir fuit magna animi constantia, lenis moribus; á rebus mundanis alienatus: et verœ religionis addictus. Discípulos habuit Abu Mernam Ben Saibakel, Abu Baker Ben Tamara, Abu Mohamad Aiub, Navah, aliosque.

Murió probablemente en 1126, pero es posible que muriera en 1134. Fue enterrado en el cementerio que había junto a la puerta Beikala de Saraqusta, que corresponde a la antigua puerta de Toledo, que ya no existe en la actualidad y que se encontraba cerca del Mercado Central de Zaragoza.